# Nejc Dežman
Nejc Dežman (Kranj, 7. prosinca 1992.), slovenski skijaš skakač. 
Prvi put natjecao se u Svjetskom kupu u Kulmu 2012. Na svjetskom juniorskom prvenstvu 2012. u Erzurumu na maloj skakaonici osvojio je zlato u pojedinačnoj konkurenciji.
Osobni rekord od 191 m skočio je 2012. na Planici. Skače na skijama Elan, a natječe se u skijaškom klubu Triglav iz Kranja.

## Vanjske poveznice
- Nejc Dežman na stranicama Međunarodne skijaške federacije